# Cylindrochytridium johnstonii
Cylindrochytridium johnstonii är en svampart som beskrevs av Karling 1941. Cylindrochytridium johnstonii ingår i släktet Cylindrochytridium och familjen Chytridiaceae.   Inga underarter finns listade i Catalogue of Life.